# Erzbistum Niterói
Das Erzbistum Niterói (lat.: Archidioecesis Nictheroyensis) ist eine in Brasilien gelegene römisch-katholische Erzdiözese mit Sitz in Niterói im Bundesstaat Rio de Janeiro. 

## Geschichte
Das Bistum Niterói wurde am 27. April 1892 durch Papst Leo XIII. aus Gebietsabtretungen des Erzbistums São Sebastião do Rio de Janeiro errichtet und diesem als Suffraganbistum unterstellt. Am 15. November 1895 gab das Bistum Niterói Teile seines Territoriums zur Gründung des Bistums Espírito Santo ab. Weitere Gebietsabtretungen erfolgten am 4. Dezember 1922 zur Gründung der Bistümer Barra do Piraí und Campos sowie am 13. April 1946 zur Gründung des Bistums Petrópolis. Das Bistum Niterói gab am 26. März 1960 Teile seines Territoriums zur Gründung des Bistums Nova Iguaçu ab und wurde gleichzeitig zum Erzbistum erhoben.
1996 initiierte Erzbischof Carlos Alberto Etchandy Gimeno Navarro den Bau einer neuen Kathedrale in Niterói. Mit der Planung wurde der renommierte Architekt Oscar Niemeyer beauftragt. Nach Navarros Tod 2003 legte sein Nachfolger Alano Maria Pena das Projekt still. Dessen Nachfolger José Francisco Rezende Dias nahm es 2012 wieder auf.

## Bischöfe

### Bischöfe von Niterói
- Francisco do Rego Maia, 1893–1901, dann Bischof von Belém do Pará
- João Francisco Braga, 1902–1907, dann Bischof von Curitiba
- Agostinho Francisco Benassi, 1908–1927
- José Pereira Alves, 1928–1947
- João da Matha de Andrade e Amaral, 1948–1954
- Carlos Gouvêa Coelho, 1954–1960, dann Erzbischof von Olinda e Recife

### Erzbischöfe von Niterói
- Antônio de Almeida Moraes Junior, 1960–1979
- José Gonçalves da Costa CSsR, 1979–1990
- Carlos Alberto Etchandy Gimeno Navarro, 1990–2003
- Alano Maria Pena OP, 2003–2011
- José Francisco Rezende Dias, seit 2011